# 大東プレス工業
大東プレス工業株式会社（だいとうプレスこうぎょう、英称：DAITO PRESS Mfg. Co., Ltd.）は、大阪市鶴見区横堤に本社を置く、自動車部品及びプレス加工品の製造販売をおこなう企業である。

## 会社概要
主に自動車部品の製造を専業とする。中でもバス用のバックミラーで圧倒的シェアを誇ると共に、国内シェア首位に位置する。
この他、不意のミラー破損に伴う、同社開発の特殊コーティングにより、破片の飛散を防止を目的とした「シャドーコートミラー」など、新たなミラーも開発している。